# Estación Ejército de los Andes
Ejército de los Andes es una estación ferroviaria ubicada en el Partido de Hurlingham, Provincia de Buenos Aires, Argentina.

## Servicios
La estación corresponde al Ferrocarril General Urquiza de la red ferroviaria argentina, en el ramal que conecta las terminales Federico Lacroze y General Lemos.
Entre tanto, la estación incorporó por medio de tótems, el servicio de la red Monedero, que posibilita a los pasajeros viajar sin tener que comprar el boleto de papel, ya que al pasar la tarjeta magnética por los molinetes, el importe es descontado de la misma.

## Ubicación
Está emplazada en la intersección de las avenidas Julio A. Roca y Vergara, en el cruce llamado Kilómetro 18. 